# Suphalomitus cephalotes
Suphalomitus cephalotes is een insect uit de familie van de vlinderhaften (Ascalaphidae), die tot de orde netvleugeligen (Neuroptera) behoort. 
Suphalomitus cephalotes is voor het eerst wetenschappelijk beschreven door McLachlan in 1871.